# Tepeyahualco de Cuauhtémoc
Tepeyahualco de Cuauhtémoc är en kommun i Mexiko.   Den ligger i delstaten Puebla, i den sydöstra delen av landet, 150 km sydost om huvudstaden Mexico City. Antalet invånare är 3 365. Arean är 15,4 kvadratkilometer.
Terrängen i Tepeyahualco de Cuauhtémoc är platt åt nordväst, men åt sydost är den kuperad.
Följande samhällen finns i Tepeyahualco de Cuauhtémoc:
- Huacaltzingo